# Desa Sukatenang
Desa Sukatenang är en administrativ by i Indonesien.   Den ligger i provinsen Jawa Barat, i den västra delen av landet, 28 km nordost om huvudstaden Jakarta.